# Phigalia ochrea
Phigalia ochrea är en fjärilsart som beskrevs av Karl Schawerda 1919. Phigalia ochrea ingår i släktet Phigalia och familjen mätare. Inga underarter finns listade i Catalogue of Life.